# COMEN kup 2002.
Natjecanje za osvajanje COMEN kupa 2002. se igralo turnirski.
Turnir se igrao u francuskom Montpellieru, od 24. do 28. rujna 2002. godine.
Sudionici su bili belgijski Royal Brussel Poséidon, francuski Montpellier WPC i DFC Sete, Cipar, španjolski Real Canoe Madrid N, talijanski Circolo Canottieri Ortigia, grčka Chania i srpsko-crnogorski predstavnik Niš Classic.

## Prednatjecanje

### Skupina 1
- 1.kolo

Chania - Royal Brussel Poséidon 19:6

Montpellier - Niš Classic 3:8

- 2. kolo

Niš Classic - Chania 10:6

Montpellier - Royal Brussel Poséidon 17:8

- 3. kolo

Niš Classic - Royal Brussel Poséidon 10:2

Montpellier - Chania 5:14

```
Por. Klub                  Bod
1. Niš Classic               6
2. Chania                    4
3. Montpellier               2
4. Royal Brussel Poséidon    0
```

### Skupina 2
- 1. kolo

Real Canoe - Sete 8:7

Cannotieri - Cipar 30:2

- 2. kolo

Canottieri - Real Canoe 7:6

Sete - Cipar 26:3

- 3. kolo

Canottieri - Sete 15:4

Real Canoe - Cipar 23:1

```
Por. Klub      Bod
1. Canottieri    6
2. Real Canoe    4
3. Sete          2
4. Cipar         0
```

## Za 5. – 8. mjesto
Sete - Royal Brussel Poséidon 14:5

Montpellier - Cipar 24:2
za 7. mjesto:

Royal Brussel Poséidon - Cipar 17:7

za 5. mjesto:

Montpellier - Sete 9:5

## Poluzavršnica
Canottieri - Chania 10:7

Real Canoe - Niš Classic 5:4
za 3. mjesto:

Chania - Niš Classic 6:5

## Završnica
Canottieri - Real Canoe 10:9

## Konačni poredak
```
1. Canottieri Ortigia
2. Real Canoe Madrid N
3. NO Chania
4. Niš Classic
5. Montpellier WPC
6. DFC Sete
7. Royal Brussel Poséidon
8. Cipar
```

Najboljim igračem je proglašen Franko Antunović iz "Reala Canoea Madrid N", a najboljim vratarom je proglašen Stelios Papalakis iz "Chanie".